# Mitchel Frame
Pour les articles homonymes, voir Frame.
Mitchel Frame, né le 25 janvier 2006, est un footballeur écossais qui évolue au poste d'arrière gauche au Celtic FC.

## Biographie

### Carrière en club
Mitchel Frame est formé par le Celtic FC, qu'il a rejoint à l'âge de 9 ans. 
Il intègre l'effectif professionnel qui dispute le championnat d'Écosse lors de l'été 2023. Il joue son premier match avec l'équipe première du club le 13 décembre 2023, lors du match de Ligue des champions contre le Feyenoord Rotterdam.

### Carrière en sélection
Mitchel Frame est international en équipe de jeune avec l'équipe d'Écosse des moins de 17 ans, avec laquelle il prend part à l'Euro 2023, avant d'être convoqué pour la première fois avec l'équipe des moins de 19 ans dès septembre 2023.